# شام آخر (نقاشی اثر جی ای)
شام آخر (روسی: Тайная вечеря) یک نقاشی اثر نقاش روسی نیکلای گیه (۱۸۳۱–۱۸۹۴) است که در سال ۱۸۶۳ تکمیل شد. این نقاشی بخشی از مجموعه موزه دولتی روسیه در سنت پترزبورگ (نسخه ز اچ-۴۱۴۱) است. اندازه تصویر ۲۸۳ × ۳۸۲ پیکسل است. سانتی‌متر 
ژ. از سال ۱۸۶۱ تا ۱۸۶۳ در فلورانس و در طول سفر هنری خود به خارج از کشور، روی این نقاشی کار کرد. پس از آنکه ژ. این نقاشی را به سن پترزبورگ آورد، در نمایشگاه آکادمیک سال ۱۸۶۳ به نمایش گذاشته شد. شورای آکادمی امپراتوری هنر، مهارت این هنرمند در نقاشی را ستود و به او عنوان استاد نقاشی تاریخ را اعطا کرد و این اثر توسط امپراتور الکساندر دوم برای موزه آکادمی هنر خریداری شد. 
این نقاشی، شام آخر را که در عهد جدید توصیف شده است، به تصویر می‌کشد. آخرین وعده غذایی عیسی مسیح با دوازده حواری‌اش، که در طی آن او پیش‌بینی کرد که یکی از آنها - یهودای اسخریوطی - به او خیانت خواهد کرد. این موضوع در بین هنرمندان حوزه هنر مسیحی محبوب بود؛ از جمله لئوناردو داوینچی، سالوادور دالی، دومنیکو گیرلاندایو، آندره‌آ دل کاستانیو، این صحنه را به تصویر کشیده‌اند.
این نقاشی موفقیت‌آمیز بود، هرچند بحث‌های زیادی در مورد آن صورت گرفت و منتقدان نظرات متفاوتی داشتند. برخی تفسیر نوآورانه آن از داستان انجیل را تأیید کردند، در حالی که برخی دیگر معتقد بودند که تصاویر مسیح و حواریون بیش از حد از درک سنتی فاصله گرفته و به اندازه کافی قانع‌کننده به تصویر کشیده نشده‌اند. 
نیکولای جی حداقل دو کپی کوچک‌تر از این نقاشی خلق کرد که یکی از آنها متعلق به مجموعه گالری ایالتی ترتیاکوف و دیگری در موزه هنر رادیشچف در ساراتوف است. 

## پیش‌نیازها
شام آخر عیسی و دوازده حواری همواره از مضامین محبوب در هنر مسیحی بوده است، که اغلب در چرخه زندگی مسیح نمود پیدا می‌کند. اولین تصاویر شام آخر به اوایل مسیحیت برمی‌گردد که نمونه‌هایی از آن را می‌توان در دخمه‌های رومی یافت.
تصاویر شام آخر عیسی مسیح هم در کلیساهای شرقی و هم در کلیساهای غربی خلق شدند. در نتیجه، طرح شام آخر در بین هنرمندان رنسانس ایتالیا بسیار محبوب شد. بعدها، این تصویر برای چندین دهه پس از اصلاحات، یکی از موضوعات اصلی محراب‌های لوتری بود.
در طول دوره کواتروچنتو، بسیاری از هنرمندان چندین اثر از شام آخر خلق کردند. از جمله نمونه‌های قابل توجه، اثری است که توسط آندره‌آ دل کاستانیو (حدود ۱۴۲۱ - درگذشته ۱۴۵۷) خلق شده است. او سخت کار کرد و مدت زیادی محل قرارگیری شخصیت‌ها را در تصویر بررسی کرد، از تزئینات اثر مراقبت کرد، گویی یک دکوراتور خارق‌العاده است. دومنیکو دی بیگوردی اثر خود را در همین موضوع خلق کرد.
یک کتابخانه واقعی از مطالب در مورد خلق اثر «شام آخر» اثر هنرمند لئوناردو داوینچی وجود دارد. لئوناردو با تأمل در مورد شام آخر پیش رو، نه تنها مقاله‌هایی نوشت، بلکه افکار خود را در مورد اعمال شرکت‌کنندگان در این صحنه نیز ثبت کرد: دست‌ها و ابروهای اخم‌آلود به دوستش نگاه می‌کند، دیگری کف دستانش را نشان می‌دهد، شانه‌هایش را تا گوش‌هایش بالا می‌برد و با دهانش ابراز تعجب می‌کند…»
نقاشی سالوادور دالی مضامین معمول مسیحی را با رویکردهای سورئالیستی مدرن ترکیب می‌کند و شامل عناصر هندسی تقارن و تناسبات چندضلعی است.

### آثار مورد استناد
Государственный Русский музей * Живопись, XVIII — начало XX века (کاتالوگ). لنینگراد: Аврора и Искусство. ۱۹۸۰.
- Верещагина، آللا گلابونا (۱۹۸۸). Николай Николаевич Ге. Русские живописцы XIX века. لنینگراد: Художник РСФСР.